# 神奈川中央交通戸塚営業所
神奈川中央交通戸塚営業所（かながわちゅうおうこうつうとつかえいぎょうしょ）は、神奈川県横浜市泉区上飯田町にある神奈川中央交通の営業所。営業所の略号は「と」。別称は上飯田車庫。横浜市南部のうち、東海道線より西側の地域の路線を主に管轄する。

## 概要
神奈川中央交通の前身である相武鶴屋自動車の、かつての本社所在地に由来する営業所である。相武自動車と鶴屋商会・戸塚自動車商会の合併により、相武鶴屋自動車として1937年1月12日に戸塚駅のそば（鎌倉郡戸塚町戸塚29番地、現・横浜市戸塚区戸塚町）に本社を移転。これが現在の戸塚営業所の前身となった。なお戸塚営業所は、1963年4月20日には戸塚町戸塚17番地（のちの神奈中のれん街、現・戸塚駅西口停留所付近）から戸塚区中田町（現・泉区中田西一丁目1番、立場ターミナル停留所）に、1999年8月29日には現在地の泉区上飯田町4481-1に移転している。
営業エリアの北限に営業所が所在しているため、神奈中タクシー戸塚営業所（戸塚区上矢部町2208-5）で乗務員の待機・休憩ができるようバス駐車場（約20台駐車可能）を設けており、実質的に操車所の役割を担っている。
神奈川中央交通の横浜市内にある営業所ではバス共通カードの導入が一番遅く、他営業所のバス車内には「バス共通カードは戸塚車には使用できません」という貼り紙があった。一方、PASMOに関しては最も早い導入となり、2007年3月18日のサービス開始時からエリア内全路線でPASMOが使用できる唯一の営業所であった。
営業エリアは対キロ多区間運賃の地域であるため、運賃支払方法は基本的に「後払い」であるが、2015年3月22日までは戸塚BC、大船駅、いずみ野駅、立場ターミナル行きの一部路線とその他一部路線で「前乗り・前払い」が採用されていた。翌3月23日から、管内全路線で乗降方法を「中乗り・前降り」、運賃支払方法を「後払い」に統一した。

## 沿革
- 1937年（昭和12年）1月12日 - 相武鶴屋自動車株式会社の車庫として、鎌倉郡戸塚町戸塚29番地（現・横浜市戸塚区戸塚町）に誕生。
- 1939年（昭和14年）6月16日 - 東海道乗合自動車株式会社の車庫となる。
- 1944年（昭和20年）6月16日 - 神奈川中央乗合自動車株式会社の営業所に昇格。
- 1951年（昭和26年）6月29日 - 神奈川中央交通株式会社の営業所となる。
- 1962年（昭和37年）12月5日 - 戸塚区中田町（現・泉区中田西1-1-15、立場ターミナル停留所）に整備工場を竣工。
- 1963年（昭和38年）4月20日 - 戸塚営業所（戸塚区戸塚町17番地〔現・戸塚駅西口バス停〕、のちの神奈中のれん街）が、戸塚区中田町（現・立場ターミナル停留所）に移転。
- 1971年 （昭和46年）- 旧・戸塚バスセンターが戸塚区戸塚町4018番地に完成[4]。
- 1989年（平成元年）
  - 3月2日 - 営業所社屋を建て替え。
  - 12月22日 - 和歌山バスと共同で夜行高速バスの運行を開始。
- 1990年（平成2年）3月26日 - 管内全路線でバスカード利用開始。
- 1992年（平成4年）
  - 月日不明 - 新ステップ試作車の1台、と88号車を納車（廃車済）。
  - 9月28日 - 小型車のレインボーRB（と157号車）により、い20を運行開始（1995年頃に中型車へ変更）。
- 1997年（平成9年）9月1日 - 管内全路線でバス共通カードに対応。
- 1999年（平成11年）
  - 8月29日 - 営業所を現在地に移転。横浜市営地下鉄ブルーライン湘南台駅延伸に伴う大改編を実施。弥01（初代）、い05、船28、長54・58、戸51・54～57・59・63・65・68～70・78を廃止、戸64の深夜バスを上飯田車庫まで延伸して戸61に変更、い06を経路変更。
  - 9月13日 - 戸12・15～17・19・20・39が舞岡営業所から移管される。
  - 12月1日 - い01・09を統合し、い12を新設。
- 2000年（平成12年）
  - 8月17日 - 戸12・39を舞岡営業所へ再移管。
  - 11月15日 - 夜行高速バス「ハーバーライト号」を湘南神奈交バス平塚営業所へ移管。
- 2001年（平成13年）11月30日 - 戸93 - 95を新設。
- 2002年（平成14年）
  - 1月16日 - 長54を新設、戸61の深夜バスと戸62・80を廃止。
  - 9月26日 - 戸96を新設。
  - 10月1日 - 戸79の経路を変更。
  - 10月6日 - 長01・53を廃止。
  - 10月16日 - 立01・瀬02を新設。
- 2003年（平成15年）
  - 10月20日 - 弥01（二代）を新設。戸12・39が舞岡営業所から再移管され、戸15・16・20が廃止。
  - 12月1日 - 戸50で急行運転を試験的に開始。
- 2004年（平成16年）4月1日 - 戸50（急行便）を正式に新設。
- 2007年（平成19年）3月18日 - 管内の路線バス全車全路線でPASMO運用開始[2]。
- 2010年（平成22年）
  - 3月1日 - 管内全路線でGPSによるバスロケーションシステムを導入。
  - 4月2日 - 戸塚駅西口再開発事業により、「トツカーナ」が正式オープン[5]。
  - 4月17日 - この日の終車（24:19発の戸52深夜バス）をもって、旧・戸塚バスセンターの使用を終了。跡地は更地にされ、戸塚駅西口再開発工事の資材置き場になる[4]。
  - 4月18日 - 始発より、戸塚バスセンターがトツカーナに隣接する第一交通広場へ移転、バリアフリー化される[5]。ダイヤ改正も実施し、戸50（急行）を廃止。
  - 8月30日 - 戸53の経路が変更され、戸塚バスセンター発着となる。
- 2011年（平成23年）
  - 2月16日 - 戸55新設、横浜医療センター構内に乗り入れる。
  - 9月20日 - 都市計画道路戸塚駅前線（横浜市道戸塚第519号線）の開通により、戸塚バスセンターとJR戸塚駅駅舎との間に降車専用停留所「戸塚駅西口」を設置[6]。これにより戸塚バスセンターへの進入経路を変更し、経路が国道1号バスセンター前交差点→都市計画道路戸塚駅前線→戸塚駅西口バス停（降車専用）→戸塚バスセンター終着となる。
- 2015年（平成27年）
  - 2月20日 - 旧・戸塚バスセンター跡地が三菱地所グループのデベロッパー、三菱地所レジデンスに売却される[7]。
  - 3月23日 - 管内全路線で乗降方法を「中乗り・前降り」方式に変更、運賃支払を後払い方式に統一[3]。
- 2018年（平成30年）5月 - 旧・戸塚バスセンター跡地に分譲マンション「ザ・パークハウス戸塚フロント」が完成。
- 2024年（令和6年）
  - 7月1日 - 戸51・下15を新設。戸塚バスセンター - ドリームハイツ間のツインライナー運行開始に伴い再編を実施[8]。横浜市の戸塚駅東口のバス交通の混雑緩和の対応策として戸12・戸13・戸16・戸17・戸18・戸19・戸39の経路が変更され、戸塚バスセンター発着となる[9]。俣野公園・横浜薬大前でのICカード乗継割引を開始[8]。

## 現行路線

### 戸塚バスセンター - 横浜医療センター - 横浜薬科大学・ドリームハイツ方面

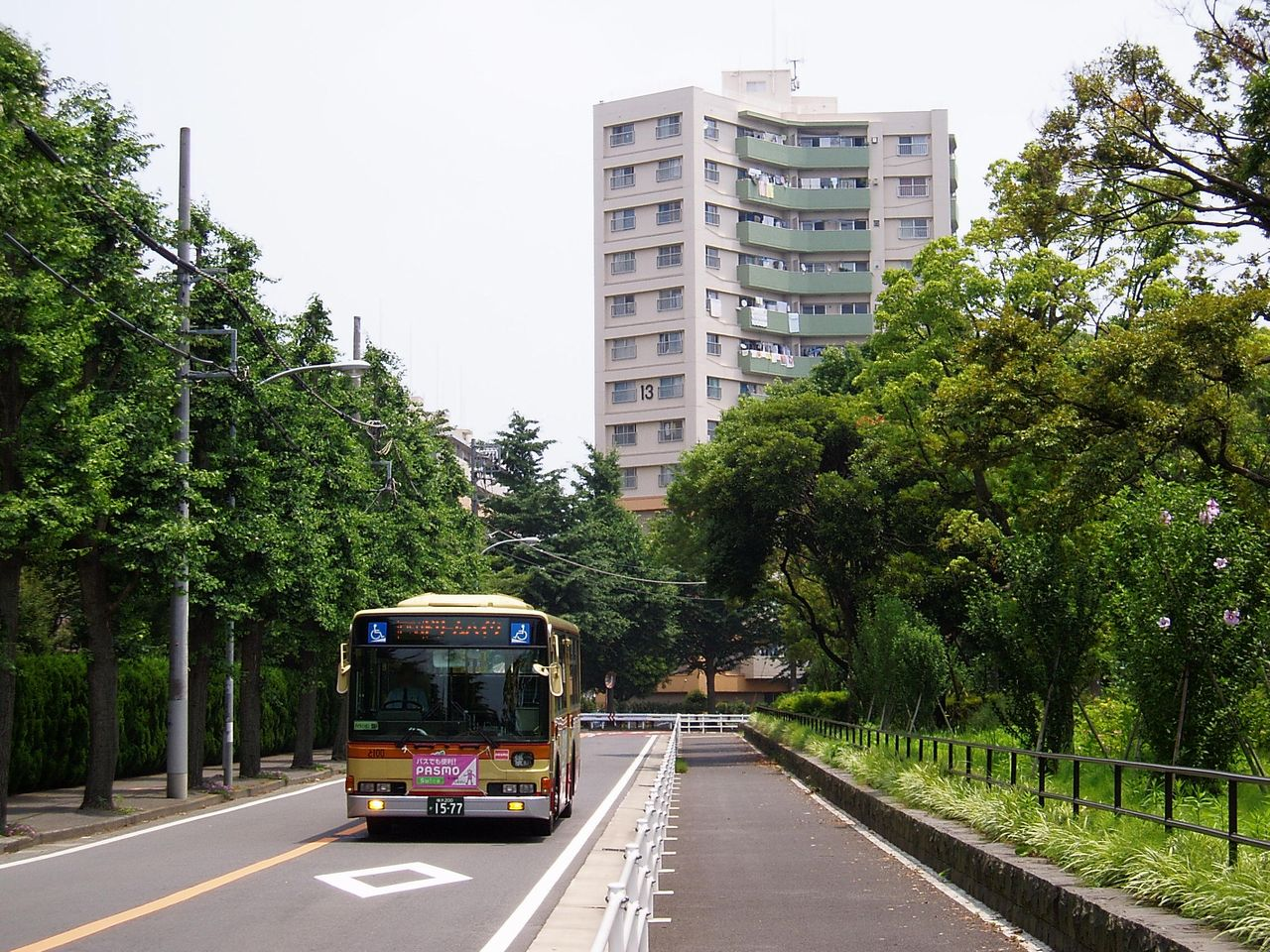
ドリームハイツ付近を走行する戸50 (と100)

- 戸50：戸塚バスセンター - 大坂上 - 吹上 -（←原宿）- 横浜医療センター前 - 俣野公園・横浜薬大前 - ドリームハイツ
- 戸51：戸塚バスセンター - （急行・ツインライナー） - 大坂上 - 吹上 -（←原宿）- 横浜医療センター前 - 俣野公園・横浜薬大前 - ドリームハイツ（土曜・休日運休）
- 戸52：戸塚バスセンター - 大坂上 - 吹上 -（←原宿）- 横浜医療センター前 - 俣野公園・横浜薬大前
- 戸52：戸塚バスセンター → 大坂上 → 吹上 → 横浜医療センター前 → 俣野公園・横浜薬大前（深夜バス）
- 戸52：吹上 → 大坂上 → 戸塚バスセンター（土曜・休日運休）
- 戸55：戸塚バスセンター - 大坂上 - 吹上 -（←原宿）- 横浜医療センター前 - 横浜医療センター - 俣野公園・横浜薬大前
- 戸56：戸塚バスセンター - 大坂上 - 吹上 -（←原宿）- 横浜医療センター前 - 横浜医療センター（土曜・休日運休）

戸塚バスセンターから国道1号を経由し、横浜医療センターと横浜薬科大学、ドリームハイツへ至る神奈川中央交通屈指の超ドル箱路線である。上記路線を全て合わせると朝ラッシュ時は3 - 5分間隔、日中は8分間隔で運行される。横浜ドリームランドが存在していた頃は当然ながら、閉園後の現在も戸塚駅と鉄道空白地帯である戸塚区南西部・泉区南部の徒歩圏内を結ぶ重要な交通手段である。原宿交差点の渋滞で遅延が発生することが恒常化していたが、現在は徐々に解消しつつある。
2003年12月1日から3ヶ月間の限定で、戸50に急行便を運行していた。3ヶ月後の2004年4月1日から正式に運行を開始した。ドリームハイツ発の平日早朝2便が急行便として原宿まで各停留所に停車し、原宿から途中無停車で戸塚バスセンターへ向かっていたが、2010年4月18日の戸塚バスセンター移設と同時に廃止された。
戸52は横浜ドリームランド訪問客を輸送する主力路線だったが現在は戸50へ振り替えられ、平日16時以降および土曜・休日20時以降に運行される程度となっている。俣野公園方向のみ深夜バスが平日5便設定されている。また平日1便のみ、吹上始発が設定されているが、これはかつて存在した戸74と同一経路である。
2011年2月16日には横浜医療センター構内に立ち寄る戸55が、同年9月20日には横浜医療センター構内で折返す戸56が新設された。
今後の展望として、以前から構想されていた戸50への連節バス「ツインライナー」導入へ向けた動きが本格化し、2020年度より区の予算に追加された。同年9月、同社と横浜市により戸塚区南西部の路線再編の協定が結ばれた。ツインライナー導入と同時に、主にドリームハイツ方面の再編が予定されており、横浜医療センターのロータリーの利用も考えられる。
2024年7月1日に戸51が戸50の急行便として新設された。ドリームハイツ行は戸塚バスセンター - 八坂神社前（旧：日立入口）間、戸塚バスセンター行は戸塚駅西口 - 大坂下間の途中停留所は通過する。なお先述した通り、かつては戸50に急行便（戸塚バスセンター - 原宿間途中停留所は通過）が存在したため、事実上の急行復活である。

### 戸塚バスセンター - 汲沢団地・鳥が丘方面
- 戸53：戸塚バスセンター → 矢沢 → 日産前 → アザリエ団地入口 → 汲沢団地入口 → 戸塚高校前 → 汲沢団地
- 戸53：汲沢団地 → 戸塚高校前 →汲沢団地入口→（急行・無停車）→ 矢沢 → 戸塚バスセンター
- 戸79：戸塚バスセンター → 矢沢 → 日産前 → アザリエ団地入口 → 踊場 → 戸塚斎場前 → 領家中学校前 → 白百合台団地 → 弥生台駅
- 戸79：弥生台駅 → 白百合台団地 → 領家中学校前→ 戸塚斎場前 → 踊場 →（急行・無停車）→ 矢沢 → 戸塚バスセンター

戸塚バスセンターと戸塚区西部に位置する汲沢（ぐみさわ）団地へ向かう短距離路線と、鳥が丘地区南西部を経由して相鉄いずみ野線弥生台駅へ向かう路線である。2010年8月30日に起終点が戸塚駅から戸塚バスセンターへ変更され、この変更をもって長後街道方面の路線は全て戸塚バスセンター発着へ集約された。戸79については鳥が丘中央経由だったが、2002年10月1日に現行経路へ変更されている。
2014年1月14日のダイヤ改正において、平日朝に運行される戸塚バスセンター方面の一部便が「日産前」「アザリエ団地入口」を通過する急行便に変更された。その後、2015年3月14日のダイヤ改正では両系統の戸塚バスセンター行きが全便急行便となった。

### 戸塚バスセンター - いちょう団地・上飯田車庫方面
- 戸61：戸塚バスセンター - 矢沢 - 日産前 - 踊場 - 中田 - 立場駅 - 泉区総合庁舎前 - 上飯田団地 - いちょう団地 - 中屋敷 - 上飯田車庫
- 戸64：戸塚バスセンター - 矢沢 - 日産前 - 踊場 - 中田 - 立場駅 - 泉区総合庁舎前 - 上飯田団地 - いちょう団地

戸塚バスセンターから長後街道を西へ進み、立場駅方面へ向かう路線はかつて様々なバリエーションがあったが、1999年8月29日の営業所移転による再編で整理され、2002年1月16日のダイヤ改正で長距離路線が廃止された。
戸61は、戸塚営業所の移転と同時に新設された戸塚バスセンター発着路線の出入庫路線で、1時間1 - 2便が運行されている。以前は深夜バスも設定されていたが、こちらは2002年1月16日に廃止された。

### 戸塚バスセンター - 通信隊前 - 立場ターミナル方面
- 戸60：戸塚バスセンター - 大坂下 - 横浜桜陽高校前 - 宝寿院前 - 二軒家 - 通信隊前 - 立場ターミナル
- 戸60：戸塚バスセンター → 大坂下 → 横浜桜陽高校前 → 宝寿院前 → 二軒家 → 通信隊前 → 立場ターミナル（深夜バス）

戸塚バスセンターと立場を結ぶ路線で、戸58よりかなり遠回りのかまくらみち経由で運行される。沿線には住宅が多く、立場地区に営業所が存在していた頃から主力路線として運行していた。平日朝ラッシュは10分間隔、平日夕ラッシュは12分間隔、その他の時間帯は20分間隔（いずれも往路）で運行され、往路のみ深夜バスが設定されている。

### 戸塚バスセンター - 金井 - 大船駅方面
- 戸71：戸塚バスセンター - 下郷 - 金井 - 金井高校前 - 田谷 - 大船駅西口
- 戸72：戸塚バスセンター - 下郷 - ヒルズ南戸塚 - 金井 - 金井高校前 - 田谷 - 大船駅西口
- 戸73：金井高校前 → 金井 → ヒルズ南戸塚 → 下郷 → 戸塚バスセンター（土曜・休日運休）
- 戸75：戸塚バスセンター → 下郷 → 金井 → 金井高校前（土曜・休日運休）
- 戸77：戸塚バスセンター → 下郷 → ヒルズ南戸塚（土曜・休日運休）
- 臨時：金井高校前 →（直行）→ 戸塚駅西口 → 戸塚バスセンター

戸71・72は戸塚バスセンターと大船駅を結ぶ路線で、ヒルズ南戸塚を経由するか否かの違いである。1999年8月の営業所移転によって両路線の立場が入れ替わり、現在は戸72が中心となり、戸71は日中の運行が廃止されている。戸73・75は平日運行の区間便。金井高校への通学路線及び住友関連企業への通勤路線は戸75で、平日朝のみ片道運行される。その折り返しとして、戸73となり、ヒルズ南戸塚を経由して戸塚駅方面へ向かう。この時間帯は、大船駅からの便はヒルズ南戸塚を経由せず（戸71）、金井地区以南からの速達性を図っている他、ヒルズ南戸塚地区の住民は金井高校前始発で空いている便を利用するため、利用者が分離している。戸77は22時台に1便、片道のみ運行される。
臨時便は、金井高校生の帰宅時間帯にほぼ毎日運転されており、実質的な戸75の復路・急行路線である。行先表示は、通常の系統番号部分に「直行」、経由地の部分に「戸塚バスセンター」の文字が入り、通常の行先部分に「金井高校臨時」となっている。直行表記だが、戸塚駅西口も経由する。金井高校生の利用が殆どであるものの、一般客も乗車できる。

### 戸塚バスセンター - 金井 - 戸塚台中央循環
- 戸93：戸塚バスセンター → 下郷 → 金井 → 原宿公園 → 戸塚台 → 戸塚台中央 → 金井 → 下郷 → 戸塚バスセンター
- 戸94：原宿公園 → 戸塚台 → 戸塚台中央 → 金井 → 下郷 → 戸塚バスセンター
- 戸95：戸塚バスセンター → 下郷 → 金井 → 原宿公園 → 戸塚台 → 戸塚台中央

2001年11月30日に新設された循環路線で、戸塚バスセンターから金井までは上記の戸71と同一経路である。区間便の戸94・95はそれぞれ朝・夜のみ運行される。

### 戸塚バスセンター - 岡津 - 弥生台駅方面
- 戸12：戸塚バスセンター - 不動坂 - 下岡津 - 岡津 - まほろば - 西田橋 - 弥生台駅
- 戸39：戸塚バスセンター - 不動坂 - 下岡津 - 岡津 - 白百合台団地 - 福祉センター前 - 弥生台駅

戸塚バスセンターから戸塚アンダーパスを通り、相鉄いずみ野線弥生台駅へ向かう路線で、1999年9月13日に舞岡営業所から移管されたが、2000年8月17日に舞岡へ再移管・横浜神奈交バスへ委託されたのち、2003年10月20日から再度戸塚営業所の路線となった。戸12は岡津地区から弥生台駅までを最短経路で結んでおり、まほろば停留所は後述の戸13・16などと異なり、新橋町西田橋交差点を左折後に停車する。高頻度で運行されるのは戸39で、岡津で左折後に領家谷地区および白百合台団地を経由する独自経路で、上記の戸79や舞岡営業所の東23（東戸塚駅 - 白百合台団地 - 弥生台駅）と共に白百合台団地・西田地区の輸送を担っている。

### 戸塚バスセンター - 岡津 - 三ツ境駅方面
- 戸13：戸塚バスセンター - 不動坂 - 下岡津 - 岡津 - まほろば - 相模新橋 - 阿久和 - ひなた山 - 上飯田車庫
- 戸13：戸塚バスセンター → 不動坂 → 下岡津 → 岡津 → まほろば → 相模新橋 → 阿久和 → ひなた山 → 上飯田車庫（深夜バス）
- 戸16：戸塚バスセンター - 不動坂 - 下岡津 - 岡津 - まほろば - 相模新橋 -（←湘南泉病院）- 隼人中学・高校 -（阿久和→）- 三ツ境駅（土曜・休日運休）
- 戸17：戸塚バスセンター - 不動坂 - 下岡津 - 岡津 - まほろば - 相模新橋 - 湘南泉病院 - 阿久和 - 三ツ境駅
- 戸18：戸塚バスセンター → 不動坂 → 下岡津
- 戸18：下岡津 → 不動坂 → 戸塚バスセンター（休日運休）
- 戸19：戸塚バスセンター - 不動坂 - 下岡津 - 岡津 - まほろば - 相模新橋 - 阿久和 - 三ツ境駅

戸塚バスセンターから戸塚アンダーパスを通り、岡津経由で相鉄本線三ツ境駅へ向かう路線群である。戸13は1999年9月の営業所移転および戸15～20の戸塚営業所移管によって戸40（戸塚駅 - ひなた山）を延伸する形で新設され、車庫行きに深夜バスが平日1便設定されている。戸17・19は三ツ境駅へ至る主力路線で、両路線の違いは湘南泉病院を経由するか否かのみである。混雑の中心は戸塚側だが阿久和地区などの利用客や全線乗り通す客も少なくなく、終日混雑している。日中時間帯は全便が戸17で運行される。
国鉄時代はこの路線で連絡運輸を取り扱っており、路線名は「阿久和線」となっているが、これは戸塚 - 岡津 - 相模新橋 - 阿久和の路線名称で、国鉄との接続駅は戸塚駅だった。途中の停留所に旧国名を冠した「相模新橋」も、当時の名残である。
戸18は2014年1月14日に新設された下岡津発着の区間便で、平日朝に戸塚駅方向のみ運行されていたが、2020年11月24日より往復運行へ変更となった。戸16は2017年4月3日に新設され、横浜隼人中学・横浜隼人高校への乗り入れ路線である。
2024年7月1日より岡津方面に向かう路線は戸塚バスセンター発着となった。この変更をもって、戸塚営業所管内の路線は戸塚駅東口から撤退する形となった。

### 戸塚駅 - 上矢部循環
- 戸90：戸塚駅 → 鳥が丘中央 → 上矢部高校 → 領家中学校前 → 鳥が丘中央 → 戸塚駅（13時59分まで）
- 戸90：戸塚駅 → 鳥が丘中央 → 領家中学校前 → 上矢部高校 → 鳥が丘中央 → 戸塚駅（14時00分以降）
- 戸91：戸塚駅 - 鳥が丘中央 - 領家中学校前 - 上矢部高校
- 戸96：戸塚駅 - 鳥が丘中央 - 戸塚第一工業団地 - ラムーナ横浜戸塚（土曜・休日運休）
- 戸97：戸塚駅 - 鳥が丘中央 - 領家中学校前 - ラムーナ横浜戸塚（土曜・休日運休）
- 戸98：戸塚駅 → 鳥が丘中央 → 上矢部高校 → ラムーナ横浜戸塚 → 領家中学校前 → 鳥が丘中央 → 戸塚駅（13時59分まで）
- 戸98：戸塚駅 → 鳥が丘中央 → 領家中学校前 → ラムーナ横浜戸塚 → 上矢部高校 → 鳥が丘中央 → 戸塚駅（14時00分以降）
- 戸99：戸塚駅 → 鳥が丘中央 → 領家中学校前 → ラムーナ横浜戸塚 → 上矢部高校
- 戸99：上矢部高校 → ラムーナ横浜戸塚 → 領家中学校前 → 鳥が丘中央 → 戸塚駅（平日運休）

戸塚駅から北部に位置する上矢部地区周辺を循環運行する路線である。狭隘区間が随所にあることから、開設当初はアヒル塗装の日野・リエッセが専属で使用されていた。しかし、上矢部高校関係者の通学需要や既存路線からの移行もあって予想以上に乗客が増加した結果、ラッシュ時を中心に積み残しが発生したため、アヒル塗装の中型車を投入して高まる需要に対応し、朝夕時間帯の増便（朝ラッシュ時が1時間当たり最大13本、夕ラッシュ時は最大9本）や区間便が設定された。日中でも1時間に4-5本（平日）となっている。土休日は、昼の時間帯3本程度の運行となる。リエッセの転属・廃車や中型車の代替わりが進み、2025年現在は一般塗装の中型車が共通運用されている。
戸90、98は始発から13時台までが上矢部高校先回り、それ以降は終車まで領家中学校先回りとなる。戸91、97、99は区間便である。
戸96は2002年9月26日に新設された路線で、戸塚第二工業団地の外れに誕生したマンション「ラムーナ横浜戸塚」を結ぶ。当初は戸塚バスセンター発着、踊場・谷戸矢部入口・鳥が丘中央を経由していたが、2009年6月8日より戸塚駅発着へ変更と同時に平日朝夕のみ運行となった。戸98は戸96の戸塚駅発着への変更と同時に新設され、戸90と異なりラムーナ横浜戸塚を経由する。戸97は平日朝夕の時間帯、戸96と合わせて運行されている。戸99は当初は往路のみが夕方以降運行されていたが、2024年9月2日のダイヤ改正で土曜・休日早朝のみ復路が新設された。

### 大船駅西口 - 横浜医療センター - 俣野公園・横浜薬大前 - 立場方面

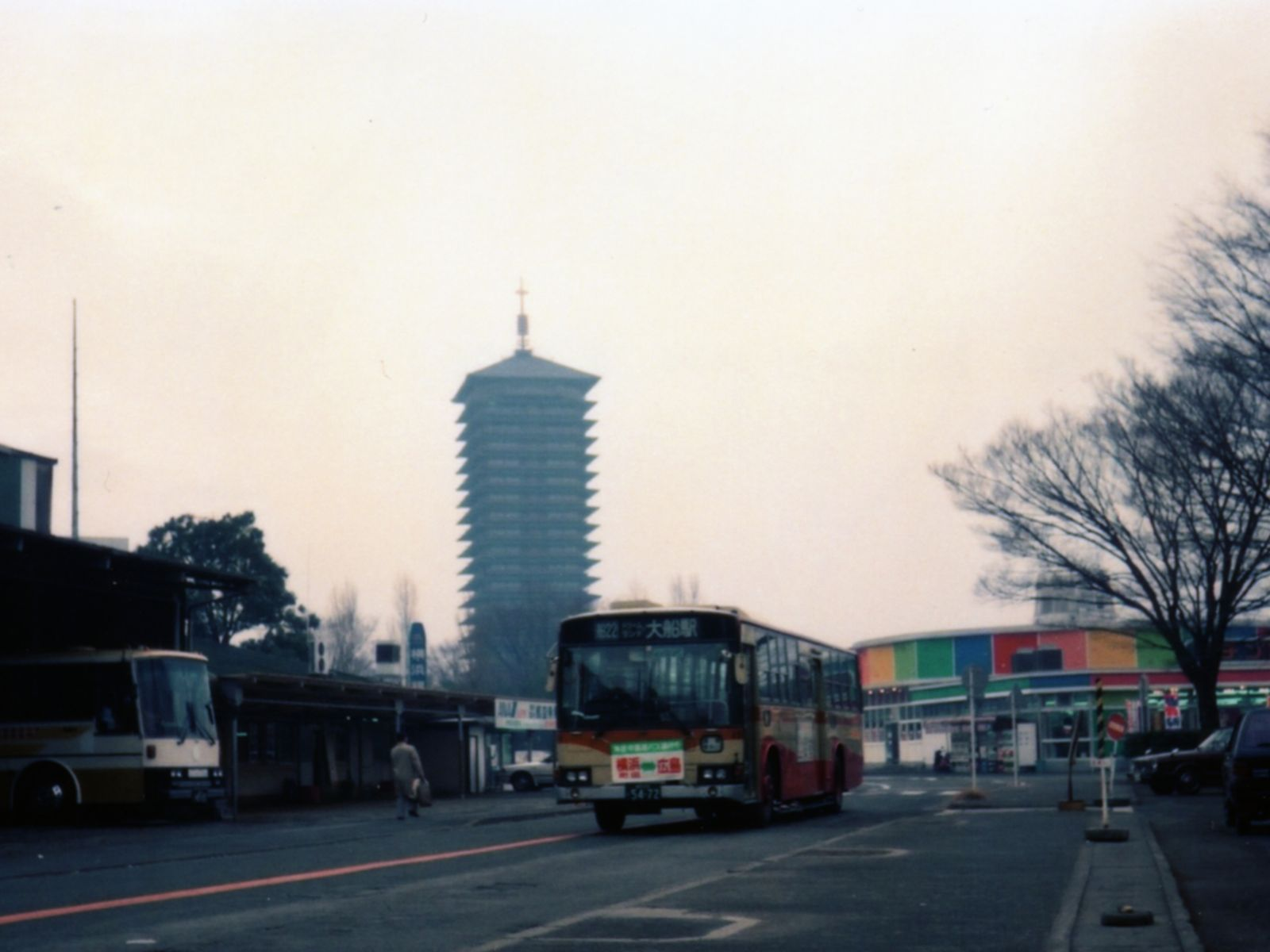
1990年1月頃のドリームランド。発車するバスは大船駅行きの船22 (と111)

- 船21：大船駅西口 - 田谷 - 原宿四ツ角 - 横浜医療センター前 - 深谷小入口 - 通信隊前 - 立場ターミナル
- 船22：大船駅西口 - 田谷 - 原宿四ツ角 - 横浜医療センター前 - 俣野公園・横浜薬大前 - 深谷小入口 - 通信隊前 - 立場ターミナル
- 船22：大船駅西口 → 田谷 → 原宿四ツ角 → 横浜医療センター前 → 俣野公園・横浜薬大前 → 深谷小入口 → 通信隊前 → 立場ターミナル（深夜バス）
- 船24：大船駅西口 - 田谷 - 原宿四ツ角 - 横浜医療センター前 - 俣野公園・横浜薬大前
- 船25：大船駅西口 - 田谷 - 原宿四ツ角 - 横浜医療センター前 - 俣野公園・横浜薬大前 - ドリームハイツ
- 船27：大船駅西口 - ニコン - 住友電工 - 田谷 - 大船駅西口
- 船48：大船駅西口 -（急行）- 公文国際学園
- 千秀小学校スクールバス：長尾台 → 千秀小学校前

大船駅西口から栄区・戸塚区を中心に走行する路線群で、環状4号線を経由する大船駅発着の路線である。大船駅と立場を結ぶ船21・22は、原宿交差点からかまくらみち経由で立場へ向かう。時刻表で「直通便」と称される船21は、往路が平日朝の一部便、復路が早朝と平日夕方の一部便で運転され、それ以外の時間は船22で運転される。船22・25を合わせて、大船駅から原宿方面は日中は15 - 20分間隔で運行される。区間便の船24は平日朝夕に数本、土曜・休日早朝に復路が1本運行されるに留まっている。
現在は船25が多く運行されているが、昔は船24主体の運行であった。そのため、大船駅からドリームハイツ方面の時刻表は「俣野公園・横浜薬大前行き」表示で、ドリームハイツ行きが注釈で入っている。また、船25往路の放送では「俣野公園・横浜薬大前経由、ドリームハイツ行き」と案内される。
閉園した横浜ドリームランドは現在の「俣野公園・横浜薬大前」で、2002年の閉園後も2009年4月3日のダイヤ改正まではドリームランドを名乗っていた。なお、船22の二軒家停留所は「深谷小入口」へ改称されたが、戸60の二軒家は改称されていない。同時に立場方向の三叉路が「深谷」へ改称され、それまで船21で存在した「三叉路の次は『三叉路』」という現象は解消した。
船27は平日ラッシュ時に運行される循環線で、朝はニコン前先回り・夕方は小蓋山先回りで、2015年3月23日以前は「前乗り・前払い」だった。また、祝祭日においても工場稼働に伴い、臨時的に運行されることがある。臨時運行は、「神奈川中央交通」幕で、実質的に住友電工までの運転であったが、現在は船27として平日と同様に運転されている。
船48は公文国際学園への通学系統とされているが、寮学生および部活動の遠征などもあり、平日は通学時間を主として運行され、土曜・休日は朝から夕方まで一定間隔で運行される。途中停留所は全て通過し、スクールバスであるために路線案内などは一切無いが、一般乗客の利用も可能である。
千秀小学校スクールバスは、平日に運行されるスクールバスであるが、一般客も乗車できる。長尾台から千秀小学校前までの全ての停留所に停車し、小学校行きのみ運行され、行先表示は「千秀小学校」である。運行時刻は公表されていない。

### いずみ野駅 - いちょう団地 - 上飯田団地循環
- い06：いずみ野駅 → 上飯田団地 → 中屋敷 → いちょう団地 → 上飯田団地 → いずみ野駅（始発 - 12時台）
- い06：いずみ野駅 → 上飯田団地 → いちょう団地 → 中屋敷 → 上飯田団地 → いずみ野駅（13時台 - 最終）
- い07：いずみ野駅 - 上飯田団地 - いちょう団地 - 中屋敷
- い08：いずみ野駅 - 松陽高校前 - 中屋敷 - いちょう団地 - 上飯田団地 - 長後駅

いずみ野駅から西部の上飯田団地・いちょう団地を循環運行する路線で、13時を境に運行形態が変わる。い07は区間便で朝と夜で往復運行される。い08は途中で上飯田団地を経由するため、団地入口 - 小学校前間を2度経由するのが特徴である。これは、後述の長55と同一の運行形態で、環状4号線開通前の名残でもある。
2018年3月、泉警察署前 - 上飯田団地間でバイパスが開通したことで経路変更が実施され、相鉄いずみ野線北側の「宮西橋」停留所は廃止された。また、翌年にはいずみ野線高架下に「金子山」停留所が新設された。

### いずみ野駅 - 阿久和団地循環
- い20：いずみ野駅 → 松陽高校前 → 蟹沢公園前 → 阿久和団地西 → 集会所前 → 松陽高校前 → いずみ野駅

いずみ野駅北部の東海道新幹線沿いに広がる阿久和団地を循環運行する路線で、2012年に経路変更が実施されている。中型車限定運用で平日26便、土曜・休日24便が運行されている。

### 三ツ境駅 - 阿久和方面
- 境01：三ツ境駅 - 阿久和 - ひなた山 - 上飯田車庫
- 境11：三ツ境駅 - 原店 - 宮沢
- い04：いずみ野駅 - 松陽高校前 - 阿久和坂上 - 原店 - 三ツ境駅

三ツ境駅から各方面へ向かう路線で、境01は出入庫路線として数本のみの運行に留まっている。
中心は境11で、南部の宮沢地区へ向かう主力路線である。後述のい04と合わせると日中15分間隔で運行されている。途中に「阿久和山谷」停留所が存在するが、これは前述の境01（戸13）にも存在し、直線距離で450mほど離れているものの同一停留所として扱われている。

### 長後駅 - 立場ターミナル・上飯田車庫方面
- 長54：長後駅 - 泉区総合庁舎前 - 立場ターミナル
- 長55：長後駅 - 上飯田団地 - いちょう団地 - 中屋敷 - 上飯田車庫

長54はかつて運行していた戸62（戸塚バスセンター - 長後駅）を短縮したもので、1999年8月の横浜市営地下鉄ブルーライン湘南台駅延伸によるダイヤ改正で一度廃止され、2002年1月16日のダイヤ改正で復活した。長55は大半の経路がい08と重複しており、出入庫路線で本数が少ない。

### 湘南台駅 - 立場ターミナル・横浜薬大方面
- 湘07：湘南台駅東口 - 下飯田 - 立場ターミナル
- 湘27：湘南台駅東口 - 六会 - 下屋敷 - 俣野公園・横浜薬大前 - ドリームハイツ
- 湘29：湘南台駅東口 -（直行）- 俣野公園・横浜薬大前

かつて綾瀬営業所が担当していた湘25（湘南台駅東口 - ドリームランド）が1999年9月13日に移管された際に、ドリームハイツへ延伸された路線である。2012年8月1日に綾瀬営業所へ移管されたが、2016年8月12日に戸塚営業所へ再移管された。湘29は2009年4月6日に新設された直行便で、横浜薬大の休校日は運休する他、大学説明会の実施日等には臨時便が運行される。2013年頃までは専用車が用意されていたが、現在は一般車で運行されている。

### 立場ターミナル - 瀬谷駅南口方面
- 立01：立場ターミナル - 立場駅 - いずみ野駅 - 松陽高校前 - ひなた山第一 - ひなた山第二 - 瀬谷駅南口
- い12：立場ターミナル - 立場駅 - いずみ野駅 - 松陽高校前 - ひなた山第一 - ひなた山第二 - 下瀬谷
- 瀬02：瀬谷駅南口 → ひなた山第二 → ひなた山第一 → 上飯田車庫（土曜・休日運休）

2002年10月16日に上記路線が揃って新設された。立01は日中25分間隔で運行される他、瀬02は平日の夜間の瀬谷駅からの入庫のみ、い12は通勤通学路線としてだけでなく、立01の終車後はひなた山方面の補完路線とされている。
い12は2021年現在、戸80（戸塚バスセンター - 下瀬谷）が廃止されて以降は、下瀬谷折返所を発着する唯一の路線となっている。また、立場ターミナル発着でありながら途中経由するいずみの駅発着路線の系統番号が採用された。
2022年4月1日、瀬谷駅は南口再開発によって南口発着へ変更となった。

### 立場ターミナル - いずみ中央駅 - ひなた山 - 上飯田車庫方面
- 立02：立場ターミナル - 泉区総合庁舎前 - いずみ中央駅 - ひなた山第一 - ひなた山 - 上飯田車庫

環状4号線の開通に合わせて新設された路線である。神奈中グループの路線バスでは唯一いずみ中央駅のロータリーに乗り入れている（他の県道22号（長後街道）経由のバスはロータリーに乗り入れない）。

### 立場ターミナル - いずみ野駅 - ひなた山 - 上飯田車庫方面
- い10：立場ターミナル - 立場駅 - いずみ野駅 - 松陽高校前 - ひなた山第一 - ひなた山 - 上飯田車庫
- い11：上飯田車庫 → ひなた山 → ひなた山第一 → 松陽高校前 → いずみ野駅

立場ターミナルからいずみ野駅方面へ向かう路線で、立01（立場ターミナル - いずみ野駅 - 瀬谷駅）の区間便に近い位置付けである。ひなた山第一より南側は同一経路である。
い11は2024年1月15日のダイヤ改正で、いずみ野駅方向のみ片道運行に変更された。

### 弥生台駅 - 緑園都市駅方面
- 弥01：弥生台駅 - 西田橋 - みやこガーデン - 緑園都市駅

弥生台駅と隣の緑園都市駅を結ぶ短距離路線で、2003年10月20日に新設された。系統番号はかつて使用していた弥01が再利用された。中型車限定路線で、弥生台駅発は平日早朝のみ25分間隔だがそれ以外は40分間隔で運行する。

### 上飯田車庫 - ゆめが丘駅 - 横浜薬大 - ドリームハイツ方面
- 下05：上飯田車庫 - ひなた山 - 和泉坂上 - ゆめが丘駅入口 - 下飯田駅 - いずみ台 - 俣野公園・横浜薬大 - ドリームハイツ
- 下15：下飯田駅 - いずみ台 - 俣野公園・横浜薬大

2007年12月16日に開業した路線で、環状4号線の新規開通区間を経由している。
2024年7月1日から、下15が新設された。

## 廃止・移管路線
停留所の名称については、いずれも廃止当時の物を記載する。
- 戸09：戸塚駅東口 - 不動坂 - 秋葉 - さかえ橋 - 名瀬 - 緑園都市駅

2000年10月18日に舞岡営業所から一部を移管して共同運行としていた。のちに横浜神奈交バスへ移管され、2017年の再編で舞岡営業所へ再移管された。
- 戸15：戸塚駅東口 - 岡津 - 新橋町 - 自動車学校前 - 変電所入口 - いずみ野駅

戸塚駅からいずみ野駅へ向かう長距離路線で、新橋町から阿久和団地の南側を結んでいた。退出意向路線に指定され、2003年10月20日に廃止された。
- 戸16（初代）：戸塚駅東口 - 岡津 - 新橋町 - 相模新橋 - 瀬谷駅

以前は舞岡営業所の担当だったが、のちに戸塚営業所へ移管された。立場ターミナルからの路線が開通したことで退出意向路線に指定され、2003年10月20日に廃止された。系統番号は後に戸塚駅と三ツ境駅を横浜隼人中学・高校経由で結ぶ路線に再利用されている。
- 戸20：戸塚駅東口 - 岡津 - 新橋町 - 相模新橋 - 宮沢

戸塚駅と三ツ境駅南側の宮沢地区を結ぶ路線だが退出意向路線に指定され、2003年10月20日に廃止された。宮沢地区へは、現在は三ツ境駅からの境11（三ツ境駅 - 宮沢）が運行している。
- 戸50（急行）：ドリームハイツ → ドリームランド → 原宿 →（無停車）→ 戸塚バスセンター

平日早朝の戸塚バスセンター方向2便のみ運行していた急行便で、2003年12月1日から3ヶ月間の限定で運行が開始され、2004年4月1日から正式に設定された。2010年4月18日の戸塚バスセンター移設と同時に廃止された。
- 戸51（初代）：戸塚バスセンター - 大坂上

国道1号線を経由する短距離路線でラッシュ時を中心に運行されたが、1999年8月29日に廃止された。
- 戸54：戸塚駅 - 踊場 - 東原
- 戸55（初代）：戸塚駅 - 踊場 - 葛の口 - 中田町
- 戸56（初代）：戸塚駅 - 踊場 - 葛の口 - 立場

戸54は戸塚駅発着だった初代・戸56の区間便で、踊場の次の東原止まりだった。戸55の中田町は中田発車後に左折して細い道を進んだ先に小さな折返場が設けられていた。1999年8月29日の再編で全て廃止され、東原・中田町の両折返場は閉鎖された。
- 戸57：戸塚駅 - 谷戸矢部 - 名瀬町 - 川上団地第一

横浜新道を経由していた路線で、最末期は1日1便の運行だった。1999年8月29日に廃止され、横浜新道上に設けられた「谷戸矢部」「歌舞伎台」「名瀬町」「川上町」停留所も撤去された。
- 戸58：立場ターミナル - 立場駅 - 中田 - 踊場 - 日産前 - 矢沢 - 戸塚バスセンター

ほぼ全線で横浜市営地下鉄ブルーラインと重複していたが、地下鉄延伸後も依然として立場地区が路線バス運行の拠点であることが幸いし、廃止を免れていたが、2022年3月12日のダイヤ改正で立場方面、2024年9月2日のダイヤ改正で戸塚方面が廃止された。
- 戸59：戸塚バスセンター - 大坂下 - 汲沢高校 - 二軒屋 - 通信隊

米軍深谷通信隊基地前で折り返していた戸60（戸塚バスセンター - 通信隊 - 立場ターミナル）の区間便で、1999年8月29日に廃止された。戸塚側に簡単な転回場が設けられていたが現在はアスファルトで整備され、この名残で戸塚側の停留所の敷地が広い。
- 戸61（初代）：戸塚バスセンター - 大坂上 - 国立病院 - 二軒屋 - 通信隊前 - 立場

1999年の営業所移転前には既に廃止されており、詳細不明。
- 戸62：戸塚バスセンター - 踊場 - 中田 - 立場駅 - 泉区総合庁舎 - 長後駅

長後街道方面のドル箱路線で、横浜市営地下鉄ブルーライン湘南台駅延伸後に減便されたものの運行を続けていた。長後街道の渋滞による遅延が酷く、定時性確保が難しかったために2002年1月16日に立場で分断され、長後側は同日復活した長54（長後駅 - 立場ターミナル）が引き継いだ。
- 戸63：戸塚バスセンター - 踊場 - 葛の口 - 立場 - 飯田 - 上飯田団地
- 戸65：戸塚バスセンター - 踊場 - 葛の口 - 立場 - 飯田 - いちょう団地

どちらも1999年8月29日に廃止された。
- 戸67：戸塚バスセンター - 踊場 - 葛の口 - 立場 - 飯田 - 下瀬谷
- 戸68：戸塚駅 - 踊場 - 葛の口 - 立場 - 下飯田
- 戸69：下飯田 → 立場 → 戸塚駅

戸67・68には深夜バスも存在したが、戸68の急行便である戸69と共に1999年8月29日に廃止された。これにより戸塚方面から長後街道経由、立場で左折して南進する路線が消滅した。
- 戸70：戸塚駅 - 踊場 - 葛の口 - 立場 - 下飯田 - 湘南台駅東口

経路の半分以上が横浜市営地下鉄と重複しており、1999年8月29日に廃止された。
- 戸74：戸塚バスセンター - 吹上

実際は吹上方向のみの運行だった。現在は平日1便に限り、戸52が吹上始発の同経路で運行している。
- 戸76：戸塚バスセンター - 大阪下 - 汲沢高校 - 二軒屋 - 通信隊 - 立場 - 飯田 - 長後駅
- 戸78：戸塚バスセンター - 大坂下 - 汲沢高校 - 二軒屋 - 通信隊 - 立場 - 泉区総合庁舎 - いずみ中央駅

1999年8月29日に廃止された。
- 戸80：戸塚バスセンター - 踊場 - 中田 - 立場駅 - 泉区総合庁舎 - 上飯田団地 - いちょう団地 - 中屋敷 - ひなた山第一 - ひなた山第二 - 下瀬谷

1999年8月29日の再編で上飯田団地経由へ変更されるも、2002年1月16日に廃止された。
- 戸92：戸塚駅 → 鳥が丘中央 → 上矢部高校 → 領家中学校

戸90の区間便で、2009年6月8日に廃止された。
- 船23：庚申塚 → 田谷 → 大船駅西口

朝ラッシュ時に運行していた短距離路線で、近距離客の乗車を確保する目的で設定されていたが、1999年8月29日に廃止された。
- 船26：大船駅西口 - 田谷
- 船28：大船駅西口 → 住友電工 → 田谷 → 大船駅西口

1999年8月28日までは番号が分かれていた。田谷先回りの船27に番号を統合したが路線は廃止されず、系統番号のみ廃止された珍しい例である。
- い01：いずみ野駅 - 松陽高校 - ひなた山第一 - ひなた山第二 - 下瀬谷

1999年12月1日に新設した、い12（立場ターミナル - いずみ野駅 - 下瀬谷）の前身で、い09と共に統合廃止された。
- い02：いずみ野駅 - 松陽高校 - 立場 - ドリームランド - ドリームハイツ
- い05：いずみ野駅 - 松陽高校 - 立場 - 湘南台駅東口
- い09：いずみ野駅 - 泉警察署 - 立場駅 - 立場ターミナル

1999年12月1日に新設した、い12（立場ターミナル - いずみ野駅 - 下瀬谷）の前身で、い01と共に統合廃止された。
- 長01：上和田団地 → いちょう団地 → 長後駅東口（平日・土曜運休）

かつては大和駅まで運行していたが短縮され、2002年10月6日に廃止された。最末期は長後駅方向のみ1便が休日に運行するのみだった。
- 長53：長後駅東口 → 湘南台駅東口 → 亀井野 → 西俣野 → ドリームランド → ドリームハイツ

1999年9月13日に綾瀬営業所から移管されたが大半が前述の湘27（湘南台駅 - ドリームハイツ）で運行され、長後駅 → 湘南台駅間は免許維持路線状態、休日午前にドリームハイツ方向が1便運行されるだけだった。2002年10月6日に廃止された。
- 長58：長後駅東口 - いずみ中央駅 - 立場 - 下飯田 - 湘南台駅東口

小田急江ノ島線の隣同士の駅を結ぶ路線だが、大きく遠回りしていたことが災いして利用客が定着せず、1999年8月29日に廃止された。
- 横32：横浜駅西口 - 岡沢町 - 横浜新道 - 歌舞伎台 - 戸塚駅

戸塚営業所管内で唯一の横浜駅乗り入れ路線で、有料道路経由だった。その後舞岡営業所へ移管された後、廃止される。
- 境12：三ツ境駅 - 阿久和 - 相模新橋
- 境13：三ツ境駅 - 阿久和 - 相模新橋 - 西田橋 - 弥生台駅

かつては相模新橋から戸塚、三ツ境両駅への路線が多数運行されており、境12の廃止代替で境13を新設したが、今度は境14に代替廃止された。
- 境14：三ツ境駅 → 阿久和 → 湘南泉病院
- 境15：三ツ境駅 → 阿久和 → 相模新橋 → 新橋町（深夜バスのみ）

2020年11月23日に境01へ統合廃止された。
- 弥01（初代）：弥生台駅 - 鳥が丘 - 立場
- 弥02：弥生台駅 - 鳥が丘 - 立場 - いずみ中央駅
- 立01（初代）：立場 - 通信隊 - ドリームランド

1999年8月29日に廃止されたが、弥02を除いて系統番号のみ復活している。

## 車両
狭隘路線用にいすゞ・エルガミオの配属があるが、大型車は一般路線用の全てが三菱ふそう車で占められる。三菱ふそう車には、日産ディーゼル工業からのOEM供給車である西日本車体工業製ボディのエアロスターS・エアロミディSも在籍している。
また、特定輸送用に、三菱ふそうエアロスター（横浜市立上菅田特別支援学校スクールバスなど）、三菱ふそうエアロミディ（神奈川県立三ツ境支援学校スクールバスなど）が在籍している。
横浜市営地下鉄・湘南台駅延伸前、戸塚 - 長後線は神奈中にとって大幹線であり、現在でもドリームハイツを筆頭に、遠方や高台に位置する大型団地路線が多いなど、路線条件に恵まれている関係から長尺車が最優先に配備されていた。これら長尺車は2005年に全廃されたが、神奈中全体でも厚木に次ぐ規模だった。近年導入が進められているノンステップバスは、標準尺サイズを選択していたが、2014年11月以降導入車のノンステップバスは、短尺サイズになった。また、2016年6月には町田営業所からK尺のエアロスターノンステップバスが1台転入した。同時に、この月から導入の新車は全て都市型仕様となり、2013年から3年間続いた都市型ラッシュ仕様の導入は終了した。
中型路線が多く、大和、秦野、相模原に次ぐ多さで22台が在籍しているものの、ワンステップ車は全てMT車の配置となっている。また、三菱ふそう・エアロミディSは、大和の7台を抜いて、一番の所有台数を誇る（8台）。2001年から2003年までの間に、神奈中初となる中型のアヒル塗装車を導入した実績を持つ。
2012年10月よりかなch.の導入が始まり、50台が導入された（パラサイン製27インチ）。
2024年7月より日野ブルーリボンハイブリッド連節バスが6台導入された。神奈川中央交通としては国産連節バスの導入は初となった。

## その他
- 行先表示機が方向幕を装備していた頃、1999年の改編時に導入された方向幕にはいずれも湘南泉病院を経由する「戸11　戸塚駅 - 瀬谷駅」「戸14　戸塚駅 - 上飯田車庫」「戸21　戸塚駅 - 宮沢」という、実際には運行されなかった系統が存在した。地下鉄延伸に際して横浜市交通局と共同で交通流動調査を実施した。この結果を受けて便数調整を図った路線の中には、地域の実態に合わせてすぐに再度便数を増加した路線もある。
- 2024年現在、横浜市内を走行する神奈中バスの営業所としては唯一、大型バスに白色LEDを導入していない（連節バスには白色LEDを導入）。また、横浜市営バスからの移管路線も運行していない上に横浜駅乗り入れの路線も存在しない。